# Hit and Run (1957)
Hit and Run é um filme de drama estadunidense de 1957 dirigido por Hugo Haas e lançado pela United Artists. É estrelado por Cleo Moore em seu último papel no cinema.

## Sinopse
Gus Hilmer se apaixona e se casa com uma dançarina muitos anos mais jovem, Julie. Isso gera tensão entre Hillmer e Frankie, o jovem funcionário mecânico de Gus que faz amizade com ele e o trata como seu filho.
No devido tempo, Frank e Julie criam um vínculo emocional. Frank se sente atraído por Julie e planeja se livrar de seu marido. Em uma estrada escura e remota, Frankie atropela e mata Gus com seu carro. Ele e Julie estão livres para ficar juntos e administrar seus negócios, ou pelo menos pensam que estão até o irmão gêmeo de Gus aparecer.

## Elenco
- Cleo Moore ...Julie Hilmer
- Hugo Haas ...Gus Hilmer/Twin Brother
- Vince Edwards ...Frank
- Dolores Reed ...Miranda
- Mara Lea ...Anita (como Mari Lea)
- Pat Goldin ...Undertaker
- John Zaremba ...Doutor
- Robert Cassidy ...Xerife
- Carl Milletaire ...Lawyer
- Dick Paxton ...Waiter
- Julie Mitchum ...Dançarina
- Steve Mitchell ...Barman
- Jan Englund ...Clara
- Ella Mae Morse ...Cantora